# EFootball (serie)
eFootball è una serie di videogiochi di calcio prodotta dalla società giapponese Konami a partire dal 1994. Conosciuta in Giappone come Winning Eleven, la serie ha assunto nel 2001 il nome Pro Evolution Soccer (abbreviato PES) e dal 2021 è stata rinominata in eFootball, dopo aver adottato tra il 2019 e il 2021 il nome eFootball Pro Evolution Soccer.

## Storia

Un'azione di gioco di Pro Evolution Soccer 4 (2004)

Il primo gioco di calcio targato Konami fu Konami Hyper Soccer, pubblicato nel 1992 per NES, ma non ha nessuna delle caratteristiche della futura serie.
La serie PES è un'evoluzione di International Superstar Soccer (ISS), gioco prodotto da Konami nel 1994 per la piattaforma Super Nintendo e pubblicato in Giappone con il titolo di Winning Eleven. Venne realizzato un primo seguito pubblicato in Europa nel 1996 per Super Nintendo, Mega Drive e PlayStation che prese il nome di International Superstar Soccer Deluxe. Successivamente la serie si divise in due versioni, la prima sviluppata da KCET (studio Konami di Tokyo) che prese il suffisso Pro (a indicarne l'approccio simulativo piuttosto che arcade), la seconda invece sviluppata da KCEO (studio Konami di Osaka) che conservò il nome originale.
Il primo International Superstar Soccer Pro (1997), Wining Eleven '97 in Giappone, si può considerare il capostipite della serie PES; rappresentò il punto di incontro tra la nuova grafica 3D da PlayStation del precedente Goal Storm (1995) e il gameplay e il controllo di International Superstar Soccer. Fu anche il primo titolo del game director Shingo Takatsuka, che era già stato uno dei programmatori di Goal Storm. Takatsuka è rimasto a lungo nel ruolo di direttore o produttore della serie ed è lo sviluppatore più rappresentativo di PES.
Il titolo occidentale Pro Evolution Soccer è stato preso a partire dall'edizione del 2001, e l'abbreviazione PES è stata usata ufficialmente come titolo principale sulle copertine europee a partire da PES 6 (2006). Da PES 2008 è usata anche sulle copertine americane.
Il principale rivale di PES è FIFA. La serie ha avuto il suo picco di popolarità negli anni 2000 su PlayStation 2. Con l'approdo su console di settima generazione, la serie ha subito un drastico calo di vendite, anche a fronte del numero di licenze dei campionati internazionali acquisite negli anni da EA Sports, la quale detiene l'esclusiva per i diritti della Premier League e le competizioni tra nazionali come i Mondiali e gli Europei, di cui produce anche i giochi. A fronte di ciò, Konami negli ultimi anni ha acquisito i diritti dei maggiori tornei continentali per club, tra cui la Champions League, l'Europa League e la Copa Libertadores. L'edizione 2015 del gioco è stata caratterizzata dallo scambio di telecronisti con FIFA: infatti Fabio Caressa, storico commentatore della serie, passa a PES, mentre Pierluigi Pardo passa a FIFA.
Il 21 luglio 2021 Konami ha pubblicato un annuncio che ha rivelato la sostituzione del marchio Pro Evolution Soccer con eFootball. Il gioco è free-to-play ed è uscito su PlayStation 5, PlayStation 4, Xbox Series X, Xbox Series S, Xbox One, Windows 10, Steam, iOS e Android il 3 ottobre 2021.

### Loghi

2001 - 2015
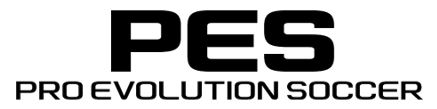
2015 - 2021
2007 - 2021 (logo secondario)
dal 2021

## Videogiochi

### Serie originaria KCEO

#### International Superstar Soccer (1994-2003)
| Uscita  | Titolo                                      | Uscita / | Titolo                                | Console                                      |
| ------- | ------------------------------------------- | -------- | ------------------------------------- | -------------------------------------------- |
| 1994    | Jikkyou World Soccer: Perfect Eleven        | 1995     | International Superstar Soccer        | SNES                                         |
| 1995    | Jikkyou World Soccer 2: Fighting Eleven     | 1996     | International Superstar Soccer Deluxe | SNES, Sega Mega Drive, PlayStation           |
| 12/1996 | Jikkyou J-League Perfect Striker            | No       | International Superstar Soccer 64     | Nintendo 64                                  |
|         | Jikkyou World Soccer 3                      | 1997     | International Superstar Soccer 64     | Nintendo 64                                  |
|         | Jikkyou World Soccer: World Cup France 1998 | 1998     | International Superstar Soccer 98     | Nintendo 64                                  |
| 12/1999 | Jikkyou J-League 1999 Perfect Striker 2     | No       | International Superstar Soccer 2000   | Nintendo 64, Game Boy Color,PlayStation      |
| 2000    | Jikkyou World Soccer 2000                   | 2000     | International Superstar Soccer        | PlayStation, PlayStation 2, Game Boy Advance |
| 2000    | Jikkyou World Soccer 2000: Final Edition    | 2000     | International Superstar Soccer        | PlayStation, PlayStation 2, Game Boy Advance |
| 03/2001 | Jikkyou J-League Perfect Striker 3          | No       | International Superstar Soccer        | PlayStation, PlayStation 2, Game Boy Advance |
| 2001    | Jikkyou World Soccer 2001                   | 2002     | International Superstar Soccer 2      | PlayStation 2, GameCube, Xbox                |
| 12/2001 | Jikkyou J-League Perfect Striker 4          | No       | International Superstar Soccer 2      | PlayStation 2, GameCube, Xbox                |
| 2002    | Jikkyou World Soccer 2002                   | 2003     | International Superstar Soccer 3      | PlayStation 2, GameCube, Microsoft Windows   |
| 07/2002 | Jikkyou J-League Perfect Striker 5          | No       | International Superstar Soccer 3      | PlayStation 2, GameCube, Microsoft Windows   |

### Serie attuale KCET

#### Goal Storm / International Superstar Soccer Pro (1995-2001)
| Uscita  | Titolo                                                            | Uscita  | Titolo                                         | Uscita  | Titolo                                       | Console                       | Telecronaca italiana | Telecronaca italiana |
| ------- | ----------------------------------------------------------------- | ------- | ---------------------------------------------- | ------- | -------------------------------------------- | ----------------------------- | -------------------- | -------------------- |
| 07/1995 | J-League World Soccer Winning Eleven                              | No      |                                                | No      |                                              | PlayStation                   | non presente         | non presente         |
| 03/1996 | World Soccer Winning Eleven                                       | 12/1995 | Goal Storm                                     | 01/1996 | Goal Storm                                   | PlayStation                   | non presente         | non presente         |
| 11/1996 | J-League Winning Eleven 97                                        | No      |                                                | No      |                                              | PlayStation                   | non presente         | non presente         |
| 06/1997 | Winning Eleven 97                                                 | 06/1997 | International Superstar Soccer Pro             | 05/1997 | Goal Storm '97                               | PlayStation                   | non presente         | non presente         |
| 12/1997 | J-League Winning Eleven 3                                         | No      |                                                | No      |                                              | PlayStation                   | non presente         | non presente         |
| 11/1998 | Winning Eleven 3 FINAL ver.                                       | 10/1998 | International Superstar Soccer Pro 98          | 08/1998 | International Superstar Soccer Pro 98        | PlayStation, Nintendo 64      | Fabio Bonini         | non presente         |
| 12/1998 | J-League Winning Eleven 98-99                                     | No      |                                                | No      |                                              | PlayStation                   |                      |                      |
| 09/1999 | Winning Eleven 4                                                  | 05/2000 | International Superstar Soccer Pro Evolution   | 06/2000 | International Superstar Soccer Pro Evolution | PlayStation                   | Gianni Pinoli        | Oscar Bellini*       |
| No      |                                                                   | No      |                                                | 09/2000 | ESPN MLS GameNight                           | PlayStation                   |                      |                      |
| 08/2000 | World Soccer Jikkyou Winning Eleven 2000: U-23 Medal Heno Chousen | 03/2001 | International Superstar Soccer Pro Evolution 2 | no      |                                              | PlayStation                   | Gianni Pinoli        | Oscar Bellini*       |
| 06/2000 | J-League Winning Eleven 2000                                      | No      |                                                | No      |                                              | PlayStation                   |                      |                      |
| 11/2000 | J-League Winning Eleven 2000 2nd                                  | No      |                                                | No      |                                              | PlayStation                   |                      |                      |
| No      |                                                                   | No      |                                                | 04/2001 | ESPN MLS ExtraTime                           | PlayStation 2, Xbox, Gamecube |                      |                      |
| 06/2001 | J-League Jikkyō Winning Eleven 2001                               | No      |                                                | No      |                                              | PlayStation                   |                      |                      |

#### Pro Evolution Soccer / PES (2001-2018)
| Uscita  | Titolo                                                      | Uscita     | Titolo                 | Uscita  | Titolo                                      | Console | Telecronaca italiana | Telecronaca italiana |
| ------- | ----------------------------------------------------------- | ---------- | ---------------------- | ------- | ------------------------------------------- | --- | -------------------- | -------------------- |
| 03/2001 | World Soccer Winning Eleven 5                               | No         |                        | No      |                                             | PlayStation 2 |                      |                      |
| 10/2001 | J-League Winning Eleven 5                                   | No         |                        | No      |                                             | PlayStation 2 |                      |                      |
| 12/2001 | World Soccer Winning Eleven 5 Final Evolution               | 11/2001    | Pro Evolution Soccer   | No      |                                             | PlayStation, PlayStation 2                                                                                              | Gianni Pinoli        | Sandro Manini        |
| 04/2002 | World Soccer Winning Eleven 2002                            |            |                        |         |                                             | PlayStation |                      |                      |
| 09/2002 | J-League Winning Eleven 6                                   | No         |                        | No      |                                             | PlayStation 2 |                      |                      |
| 04/2002 | World Soccer Winning Eleven 6                               | No         |                        | No      |                                             | |                      |                      |
| 12/2002 | World Soccer Winning Eleven 6 Final Evolution               | 10/2002    | Pro Evolution Soccer 2 | 01/2003 | World Soccer Winning Eleven 6 International | PlayStation, PlayStation 2, GameCube                                                                                    | Massimo Tecca        | Luca De Capitani     |
| 02/2003 | World Soccer Winning Eleven 6 Final Evolution Asian Version | No         |                        | No      |                                             | PlayStation 2 |                      |                      |
| 08/2003 | World Soccer Winning Eleven 7                               | 10/2003    | Pro Evolution Soccer 3 | 02/2004 | World Soccer Winning Eleven 7 International | PlayStation 2, Microsoft Windows                                                                                        | Massimo Tecca        | Luca De Capitani     |
| 02/2004 | World Soccer Winning Eleven 7 Limited Edition               | No         |                        | No      |                                             | PlayStation 2 |                      |                      |
| 08/2004 | World Soccer Winning Eleven 8                               | 08/10/2004 | Pro Evolution Soccer 4 | 01/2005 | World Soccer Winning Eleven 8 International | PlayStation 2, Xbox, Microsoft Windows                                                                                  | Marco Civoli**       | Mauro Sandreani      |
| 11/2004 | J-League Winning Eleven 8 Asia Championship                 | No         |                        | No      |                                             | PlayStation 2 |                      |                      |
| 03/2005 | World Soccer Winning Eleven 8: Liveware Evolution           | No         |                        | No      |                                             | PlayStation 2 |                      |                      |
| 08/2005 | World Soccer Winning Eleven 9                               | 10/2005    | Pro Evolution Soccer 5 | 02/2006 | World Soccer Winning Eleven 9               | PlayStation 2, PlayStation Portable, Xbox, Microsoft Windows                                                            | Marco Civoli**       | Mauro Sandreani      |
| 2005    | World Soccer Winning Eleven 9: Ubiquitous Edition           | No         |                        | No      |                                             | PlayStation Portable |                      |                      |
| 11/2005 | J-League Winning Eleven 9: Asia Championship                | No         |                        | No      |                                             | PlayStation 2 |                      |                      |
| 04/2006 | World Soccer Winning Eleven 10                              | 10/2006    | PES 6                  | 02/2007 | PES 6                                       | PlayStation 2, PlayStation Portable, Xbox 360, Microsoft Windows, Nintendo DS                                           | Marco Civoli**       | Mauro Sandreani      |
| 2006    | World Soccer Winning Eleven 10 Ubiquitous Edition           | No         |                        | No      |                                             | PlayStation Portable |                      |                      |
| 11/2006 | J-League Winning Eleven 10 Europe League 06-07              | No         |                        | No      |                                             | PlayStation 2 |                      |                      |
| 08/2007 | J-League Winning Eleven 2007:Club Championship              | No         |                        | No      |                                             | PlayStation 2 |                      |                      |
| 11/2007 | World Soccer: Winning Eleven 2008                           | 10/2007    | PES 2008               | 03/2008 | PES 2008                                    | PlayStation 3, Nintendo DS, Xbox 360, Microsoft Windows, PlayStation 2                                                  | Marco Civoli**       | Mauro Sandreani      |
| 02/2008 | Winning Eleven Play Maker 2008                              | No         |                        | No      |                                             | Wii |                      |                      |
| 08/2008 | J-League Winning Eleven 2008 Club Championship              | No         |                        | No      |                                             | PlayStation 2 |                      |                      |
| 01/2008 | Winning Eleven Ubiquitous Evolution 2008                    | No         |                        | No      |                                             | PlayStation Portable |                      |                      |
| 10/2008 | World Soccer: Winning Eleven 2009                           | 10/2008    | PES 2009               | 10/2008 | PES 2009                                    | PlayStation 3, Wii, Xbox 360, Microsoft Windows, PlayStation 2, PlayStation Portable, Telefono cellulare                | Pierluigi Pardo      | José Altafini        |
| 08/2009 | J-League Winning Eleven 2009 Club Championship              | No         |                        | No      |                                             | PlayStation 2 |                      |                      |
| 02/2009 | Winning Eleven Play Maker 2009                              | No         |                        | No      |                                             | Wii |                      |                      |
| 11/2009 | World Soccer: Winning Eleven 2010                           | 11/2009    | PES 2010               | 11/2009 | PES 2010                                    | PlayStation 3, Wii,Xbox 360, Microsoft Windows, iOS, PlayStation 2, PlayStation Portable, Telefono cellulare            | Pierluigi Pardo      | José Altafini        |
| 05/2010 | World Soccer Winning Eleven 2010: Aoki Samurai no Chousen   | No         |                        | No      |                                             | PlayStation 2, PlayStation 3, PlayStation Portable, Wii, Nintendo 3DS                                                   |                      |                      |
| 02/2010 | Winning Eleven Play Maker 2010                              |            |                        |         |                                             | Wii |                      |                      |
| 08/2010 | J-League Winning Eleven 2010 Club Championship              | No         |                        | No      |                                             | PlayStation 2 |                      |                      |
| 10/2010 | World Soccer: Winning Eleven 2011                           | 10/2010    | PES 2011               | 10/2010 | PES 2011                                    | PlayStation 3, Wii, Xbox 360, Microsoft Windows, iOS, PlayStation 2, PlayStation Portable, Telefono cellulare           | Pierluigi Pardo      | José Altafini        |
| 02/2011 | Winning Eleven Play Maker 2011                              | No         |                        | No      |                                             | Wii |                      |                      |
| 11/2011 | World Soccer: Winning Eleven 2012                           | 10/2011    | PES 2012               | 10/2011 | PES 2012                                    | PlayStation 3, PlayStation 2, PlayStation Portable, Wii, Xbox 360, iOS, Android, Microsoft Windows                      | Pierluigi Pardo      | Luca Marchegiani     |
| 11/2012 | World Soccer: Winning Eleven 2013                           | 10/2012    | PES 2013               | 10/2012 | PES 2013                                    | PlayStation 3, PlayStation 2, PlayStation Portable, Wii, Wii U, Xbox 360, Nintendo 3DS, iOS, Android, Microsoft Windows | Pierluigi Pardo      | Luca Marchegiani     |
| 10/2013 | World Soccer: Winning Eleven 2014                           | 09/2013    | PES 2014               | 09/2013 | PES 2014                                    | PlayStation 3, PlayStation 2, PlayStation Portable, Xbox 360, Nintendo 3DS, Microsoft Windows                           | Pierluigi Pardo      | Luca Marchegiani     |
| 05/2014 | World Soccer Winning Eleven 2014: Aoki Samurai no Chousen   | No         |                        | No      |                                             | PlayStation 3, PlayStation Portable, Wii, Nintendo 3DS                                                                  |                      |                      |
| 11/2014 | World Soccer: Winning Eleven 2015                           | 11/2014    | PES 2015               | 11/2014 | PES 2015                                    | PlayStation 4, Xbox One, PlayStation 3, Xbox 360, Microsoft Windows, iOS                                                | Fabio Caressa        | Luca Marchegiani     |
| 10/2015 | World Soccer: Winning Eleven 2016                           | 09/2015    | PES 2016               | 09/2015 | PES 2016                                    | PlayStation 4, Xbox One, PlayStation 3, Xbox 360, Microsoft Windows, iOS                                                | Fabio Caressa        | Luca Marchegiani     |
| 09/2016 | World Soccer: Winning Eleven 2017                           | 09/2016    | PES 2017               | 09/2016 | PES 2017                                    | PlayStation 4, Xbox One, PlayStation 3, Xbox 360, Microsoft Windows, iOS, Android                                       | Fabio Caressa        | Luca Marchegiani     |
| 09/2017 | World Soccer: Winning Eleven 2018                           | 09/2017    | PES 2018               | 09/2017 | PES 2018                                    | PlayStation 4, Xbox One, PlayStation 3, Xbox 360, Microsoft Windows, iOS, Android                                       | Fabio Caressa        | Luca Marchegiani     |
| 08/2018 | World Soccer: Winning Eleven 2019                           | 08/2018    | PES 2019               | 08/2018 | PES 2019                                    | PlayStation 4, Xbox One, Microsoft Windows, Android, iOS                                                                | Fabio Caressa        | Luca Marchegiani     |

#### eFootball PES (2019-2020)
| Uscita  | Titolo              | Uscita  | Titolo                           | Uscita  | Titolo                           | Console                                                  | Telecronaca italiana | Telecronaca italiana |
| ------- | ------------------- | ------- | -------------------------------- | ------- | -------------------------------- | -------------------------------------------------------- | -------------------- | -------------------- |
| 09/2019 | Winning Eleven 2020 | 09/2019 | eFootball PES 2020               | 09/2019 | eFootball PES 2020               | PlayStation 4, Xbox One, Microsoft Windows, Android, iOS | Fabio Caressa        | Luca Marchegiani     |
| 09/2020 | Winning Eleven 2021 | 09/2020 | eFootball PES 2021 Season Update | 09/2020 | eFootball PES 2021 Season Update | PlayStation 4, Xbox One, Microsoft Windows, Android, iOS | Fabio Caressa        | Luca Marchegiani     |

#### eFootball (2021-)
| Uscita  | Titolo         | Uscita  | Titolo         | Uscita  | Titolo         | Console                                                                                  | Telecronaca italiana | Telecronaca italiana |
| ------- | -------------- | ------- | -------------- | ------- | -------------- | ---------------------------------------------------------------------------------------- | -------------------- | -------------------- |
| 09/2021 | eFootball 2022 | 09/2021 | eFootball 2022 | 09/2021 | eFootball 2022 | PlayStation 5, PlayStation 4, Xbox Series X/S, Xbox One, Microsoft Windows, iOS, Android | Fabio Caressa        | Luca Marchegiani     |
| 08/2022 | eFootball 2023 | 08/2022 | eFootball 2023 | 08/2022 | eFootball 2023 | PlayStation 5, PlayStation 4, Xbox Series X/S, Xbox One, Microsoft Windows, iOS, Android | Fabio Caressa        | Luca Marchegiani     |
| 09/2023 | eFootball 2024 | 09/2023 | eFootball 2024 | 09/2023 | eFootball 2024 | PlayStation 5, PlayStation 4, Xbox Series X/S, Xbox One, Microsoft Windows, iOS, Android | Fabio Caressa        | Luca Marchegiani     |
| 09/2024 | eFootball 2025 | 09/2024 | eFootball 2025 | 09/2024 | eFootball 2025 | PlayStation 5, PlayStation 4, Xbox Series X/S, Xbox One, Microsoft Windows, iOS, Android | Fabio Caressa        | Luca Marchegiani     |
| 08/2025 | eFootball 2026 | 08/2025 | eFootball 2026 | 08/2025 | eFootball 2026 | PlayStation 5, PlayStation 4, Xbox Series X/S, Xbox One, Microsoft Windows, iOS, Android | Fabio Caressa        | Luca Marchegiani     |

- * Oscar Bellini era fittizio, in realtà la voce era di Giancarlo Ciccone, doppiatore italiano.
- **In Pro Evolution Soccer 5, PES 6 e PES 2008, Marco Civoli viene nominato con la falsa identità di Marco Meccia.

## Altri titoli
Oltre alla saga principale, altri giochi della serie sono usciti per diverse console nell'arco degli anni.
| Titolo                               | Anno      | Console                       | Caratteristiche                                                                |
| ------------------------------------ | --------- | ----------------------------- | ------------------------------------------------------------------------------ |
| ESPN MLS GameNight                   | 2000      | PlayStation, GameCube, Xbox   | remake nordamericano di ISS Pro Evolution                                      |
| ESPN MLS ExtraTime 2002              | 2001/2002 | PlayStation 2, GameCube, Xbox | sequel nordamericano di ESPN MLS GameNight                                     |
| Pro Evolution Soccer 2011 3D         | 2011      | Nintendo 3DS                  | versione 3D di PES 2011 per il Nintendo 3DS                                    |
| Pro Evolution Soccer 2012 3D         | 2012      | Nintendo 3DS                  | versione 3D di PES 2012 per il Nintendo 3DS                                    |
| Pro Evolution Soccer 2013 3D         | 2013      | Nintendo 3DS                  | versione 3D di PES 2013 per il Nintendo 3DS                                    |
| World Soccer: Winning Eleven 2014 3D | 2014      | Nintendo 3DS                  | versione 3D di PES 2014 per il Nintendo 3DS, disponibile soltanto in Giappone. |

Inoltre i seguenti titoli sono stati sviluppati esclusivamente per le console arcade:
- World Soccer: Winning Eleven Arcade Game Style
- World Soccer: Winning Eleven Arcade Game Style 2003
- World Soccer: Winning Eleven 2006 Arcade Championship
- World Soccer: Winning Eleven Arcade Championship 2008
- World Soccer: Winning Eleven Arcade Championship 2010
- World Soccer: Winning Eleven Arcade Championship 2012
- World Soccer: Winning Eleven Arcade Championship 2014

Infine è presente un gioco esclusivamente online chiamato Winning Eleven Online, sviluppato nel dicembre 2012, seguito da Winning Eleven Online 2014, pubblicato appunto nel 2014. Quest'ultimo è stato tuttavia messo in commercio solamente in Corea del Sud.